# Campeonato Europeo de Bádminton de 1998
El XVI Campeonato Europeo de Bádminton se celebró en Sofía (Bulgaria) del 18 al 25 de abril de 1998 bajo la organización de la Unión Europea de Bádminton (EBU) y la Federación Búlgara de Bádminton.
Las competiciones se realizaron en el Palacio de Deportes de Invierno de la capital búlgara.

## Medallistas
| Evento               | Oro                                      | Plata                                                         | Bronce                                                                                           |
| -------------------- | ---------------------------------------- | ------------------------------------------------------------- | ------------------------------------------------------------------------------------------------ |
| Individual masculino | Peter Gade Dinamarca                     | Kenneth Jonassen Dinamarca                                    | Peter Rasmussen Dinamarca Poul-Erik Høyer Larsen Dinamarca                                       |
| Dobles masculino     | Christopher Hunt Simon Archer Inglaterra | Pär-Gunnar Jönsson · Peter Axelsson · Suecia                  | Jon Holst-Christensen Michael Søgaard Dinamarca Nathan Robertson Julian Robertson Inglaterra     |
| Individual femenino  | Camilla Martin Dinamarca                 | Kelly Morgan Gales                                            | Mette Sørensen Dinamarca Mette Pedersen Dinamarca                                                |
| Dobles femenino      | Rikke Olsen Marlene Thomsen Dinamarca    | Majken Vange Ann-Lou Jørgensen Dinamarca                      | Joanne Goode · Donna Kellogg · Inglaterra Erica van den Heuvel · Monique Hoogland · Países Bajos |
| Dobles mixto         | Michael Søgaard Rikke Olsen Dinamarca    | Michael Keck · Erica van den Heuvel · Alemania · Países Bajos | Simon Archer Joanne Goode Inglaterra Jon Holst-Christensen Ann-Lou Jørgensen Dinamarca           |

## Medallero
| Núm. | País         | Oro | Plata | Bronce | Total |
| ---- | ------------ | --- | ----- | ------ | ----- |
| 1    | Dinamarca    | 4   | 2     | 6      | 12    |
| 2    | Inglaterra   | 1   | 0     | 3      | 4     |
| 3    | Países Bajos | 0   | 1     | 1      | 2     |
| 4    | Alemania     | 0   | 1     | 0      | 1     |
| 4    | Gales        | 0   | 1     | 0      | 1     |
| 4    | Suecia       | 0   | 1     | 0      | 1     |
|      | TOTAL        | 5   | 6     | 10     | 21    |